# Roodstaartglansvogel
De roodstaartglansvogel (Galbula ruficauda) is een vogel uit de familie Galbulidae (glansvogels).

## Kenmerken
Het verenkleed, dat bij beide geslachten gelijk is, heeft felgekleurde, iriserende veren. De kop en bovenborst zijn metalic goedgroen, terwijl de benedenborst, buik en staart roodbruin zijn. Mannetjes hebben een witte, vrouwtjes een geelbruine kin. Ze hebben een lange, dunne, rechte, dolkvormige snavel. De lichaamslengte bedraagt 25 cm en het gewicht 25 gram.

## Leefwijze
Hun voedsel bestaat voornamelijk uit grote insecten, zoals vlinders, bijen, vliegende mieren en libellen.

## Voortplanting
De eieren worden door beide ouders bebroed. De jongen hebben bij het uitkomen al een donskleed.

## Verspreiding
Deze standvogel komt voor in de tropische wouden van zuidelijk Midden-Amerika en in het noorden en midden van Zuid-Amerika en telt zes ondersoorten:
- G. r. melanogenia: van zuidelijk Mexico tot westelijk Ecuador.
- G. r. ruficauda: centraal Colombia, Venezuela, de Guyana's, noordelijk Brazilië en Trinidad en Tobago.
- G. r. pallens: noordelijk Colombia.
- G. r. brevirostris: noordoostelijk Colombia en noordwestelijk Venezuela.
- G. r. rufoviridis: centraal en zuidelijk Brazilië, noordelijk Bolivia, Paraguay en noordoostelijk Argentinië.
- G. r. heterogyna: oostelijk Bolivia en zuidwestelijk Brazilië.

## Status
De grootte van de populatie is in 2019 geschat op 0,5-5 miljoen volwassen vogels. Op de Rode lijst van de IUCN heeft deze soort de status niet bedreigd.